# Кефей (царь Эфиопии)
Кефе́й или Цефей (др.-греч. Κηφεύς) — персонаж древнегреческой мифологии, в классической версии — царь Эфиопии. Муж Кассиопеи и отец Андромеды, жены Персея. Стал героем ряда литературных произведений античности и Нового времени.

## В мифологии
Ряд сохранившихся источников называет Кефея царём Эфиопии. В то же время у Гелланика Кефей — царь Вавилона, у Конона — царь Иоппии в Финикии, у Ликофрона он живёт на Кипре, а у Геродота, по-видимому, в Персии. В антиковедении существует предположение, что изначально этого героя считали царём местности Кефея на окраине Арголиды и только позже связали с отдалёнными от Греции странами, сделав родственником персонажей, ассоциировавшихся с Восточным Средиземноморьем. При этом даже в поздней версии мифа Кефей остаётся близким родственником аргосских царей.
По данным Геродота и Еврипида, Кефей — сын Бела (царя Египта, сына Посейдона и внука Эпафа) и Анхинои, дочери речного бога Нила, брат Египта, Даная и Финея. Нонн Панополитанский называет его сыном Агенора, Еврипид озвучивает ещё одну версию мифа, в которой Кефей — внук Агенора и сын Феникса. Наконец, Псевдо-Гигин называет Кефея сыном Понта и Геи, но это, по-видимому, ошибка.

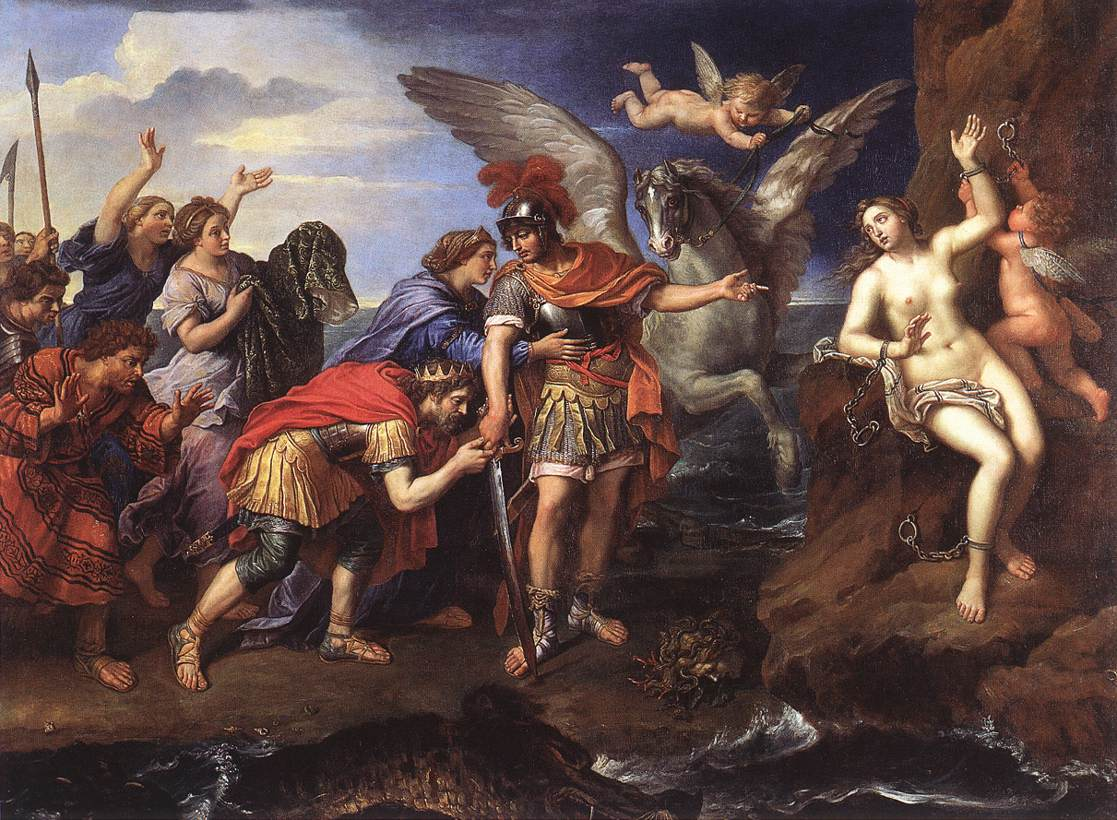
Персей, Андромеда, Кассиопея и Кефей на картине Пьера Миньяра (1679)

Согласно той версии, в которой Кефей — сын Агенора, этот герой вместе с братьями отправился на поиски сестры Европы, похищенной Зевсом, и, не найдя её, обосновался в стране эфиопов. В классическом варианте мифа Кефей — муж Кассиопеи, дочери Араба, и отец Андромеды, которую он хотел выдать замуж за своего брата Финея. Однако Посейдон, разгневанный похвалами Кассиопеи о своей красоте, наслал на царство Кефея наводнение и морское чудовище, и тот был вынужден сделать дочь искупительной жертвой. Андромеду оставили привязанной к скале на берегу моря, но юный герой Персей убил чудовище. Освобождённая Андромеда стала его женой; по одной версии мифа, Персей заранее договорился об этом с Кефеем, по другой, царь не захотел отдавать дочь, но герой показал ему голову Медузы Горгоны, и Кефей превратился в камень. Согласно Геродоту, Персей оставил тестю на воспитание старшего из своих сыновей, Перса, и тот стал предком персидского народа.
Позже боги превратили Кефея в созвездие. По словам Гая Юлия Гигина, они сделали это, чтобы весь род Персея «соединился навечно».

## В культуре
Кефей стал персонажем ряда античных пьес под названием «Андромеда», текст которых утрачен. Это трагедии Софокла, Еврипида, Фриниха и Ликофрона, комедия Антифана; римские драматурги Ливий Андроник и Квинт Энний тоже написали по трагедии на этот сюжет. Кефей действует в «Метаморфозах» Овидия, в литературных и музыкальных произведениях об Андромеде и Персее, написанных в эпоху Нового времени.